# Aithech fortha
Aithech fortha ['aθʼex 'forθʼa] (von altirisch aitire, „dafür einstehen“) ist im alten irischen Recht die Bezeichnung für einen nichtadligen Freien, der in einem Klagefall gegen den König (rí) dessen Stelle einnahm.
Als aithech, auch grád féne, wird in den irischen Rechtstexten ein nichtadliger freier Landbesitzer bezeichnet. Er gehörte zur gesellschaftlichen Gruppe der flaith, die neben dem herrschenden Adel und den Druiden die vates („Dichter/Seher“), filid („Musiker/Barden“), Ärzte, Historiker, Schmiede (*kerda-), Wagenmacher und Rechtskundigen, also die áes dána („Leute mit Fähigkeiten“), umfassten. Die Angehörigen der flaith hatten Anspruch auf Buß- und Wergeld, sowie bei Verletzung der Ehre auf einen „Ehrenpreis“ (lóg n-enech).
Die Aufgabe des aithech fortha bestand darin, in einer Klage gegen den König dessen Stelle einzunehmen und auch im Falle einer Verurteilung für die Entschädigung des Klägers Sorge zu tragen. Damit sollte einerseits der Gerechtigkeit Genüge getan werden, andererseits konnte der König derart seine Ehre (enech, altirisch „Gesicht“) nicht verlieren. Der König war verpflichtet, dem aithech fortha seine Auslagen zu erstatten.